# Velo omerale

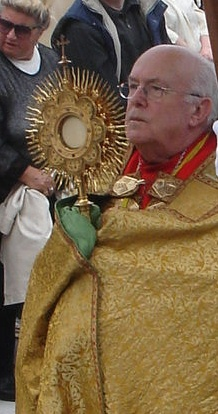
Il cardinale Godfried Danneels regge l'ostensorio utilizzando il velo omerale

Il velo omerale (dal latino humerus, "spalla"), o continenza, è un paramento liturgico usato dalla Chiesa cattolica e dalla Chiesa anglicana. 

## Descrizione
Consiste in un pezzo di stoffa rettangolare lungo circa 2,5 metri e largo circa 60 cm. È dotato di due nastri di stoffa o ganci metallici posti approssimativamente al centro del velo, per fissare in sicurezza il paramento qualora lo si indossi per molto tempo.
Esso fa parte del completo del piviale, pertanto da quest'ultimo prende gli stessi ricami e colori liturgici. Per consuetudine al centro è ricamata un'Ostia circondata da una raggiera. Tuttavia tra le decorazioni intessute si possono trovare la croce (di solito greca) o gli emblemi eucaristici (ad esempio la sigla IHS, l'agnello, spighe di grano e grappoli d'uva).

## Utilizzo

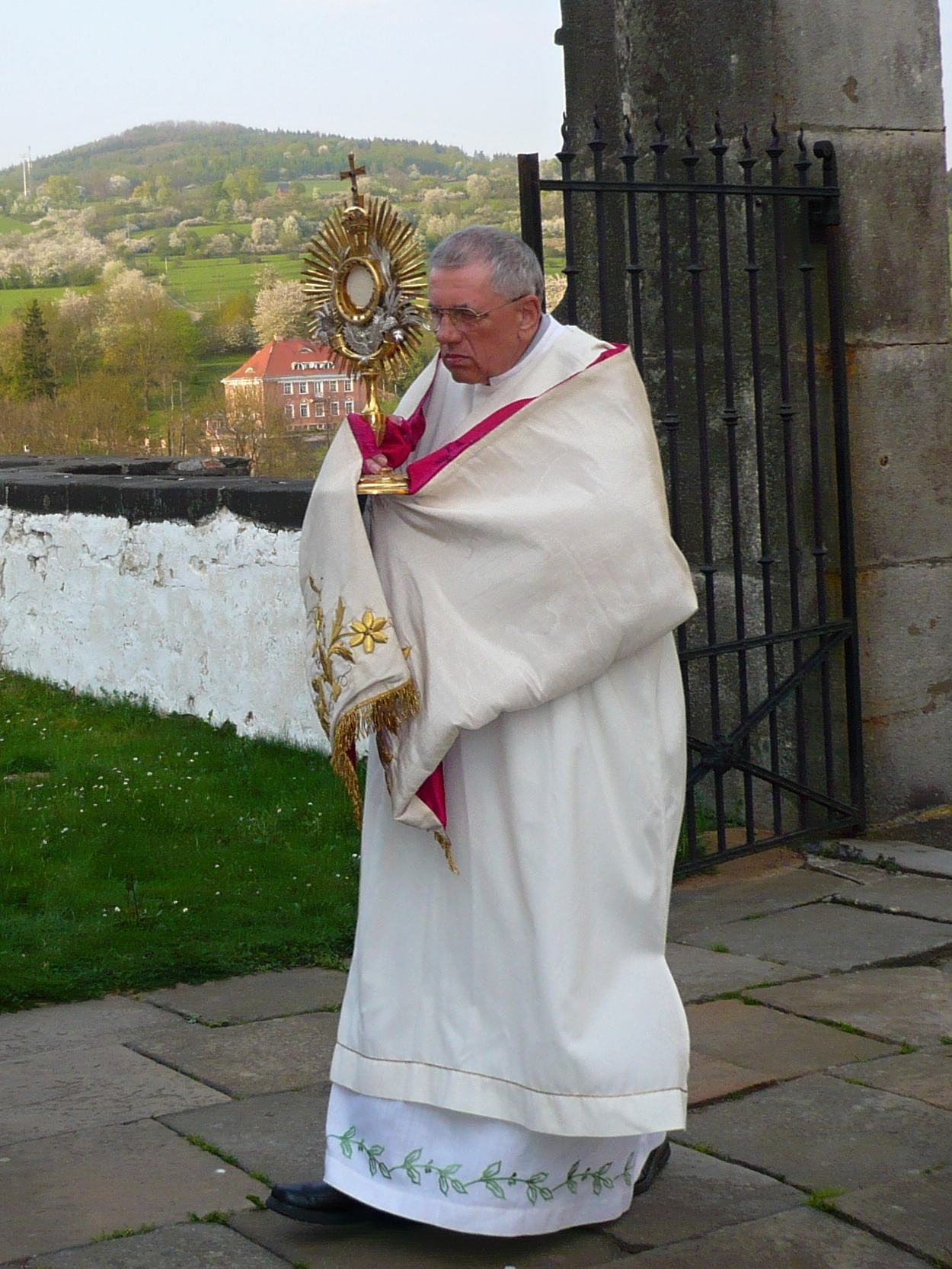
Un diacono regge l'ostensorio con il velo omerale

Esso è utilizzato dal sacerdote quando ha fra le mani l'Eucaristia, fatta eccezione dei riti ordinari della messa e della comunione ai malati. Viene utilizzato soprattutto durante la benedizione eucaristica. All'officiante che impartisce la benedizione, viene posto il Velo omerale sulle spalle, quindi prende l'Ostensorio o il reliquiario con le mani velate dalle fimbrie di questo paramento. Viene utilizzato inoltre nella processione del Corpus Domini e ogni volta in cui si trasporti l'Eucaristia (contenuta nell'Ostensorio o nella pisside), come, per esempio nei riti del triduo pasquale. Anche il semplice trasferimento del Santissimo Sacramento da un altare ad un altro richiede l'uso del velo omerale.
La vimpa è un paramento liturgico simile al velo omerale, ma di differente funzionalità, utilizzata dagli accoliti o dai ministranti per reggere il pastorale quando esso non è retto dal vescovo.

### Nella Messa tridentina
Nella Messa solenne viene utilizzato dal suddiacono per tenere in mano la patena dall'offertorio e fino dopo la preghiera del Padre nostro (in questo caso, tuttavia, il velo omerale è tagliato in una forma più piccola, ed è propriamente chiamato "continenza"). Questo rito ricorda l'antica tradizione - oggi scomparsa - di comunicare alle Specie eucaristiche della Messa precedente, in modo da sottolineare la continuità ideale del Sacrificio Eucaristico.

## Significato
Presso gli antichi prendere od offrire oggetti con le mani velate era segno di rispetto per l'oggetto e per la persona a cui si donava o dalla quale si riceveva; da qui è nata l'usanza di velarsi le mani nel toccare oggetti sacri.

L'uso del Velo omerale durante la benedizione eucaristica è quindi segno di rispetto verso l'ostia consacrata contenuta nell'ostensorio.